# Mohammad-Reza Mahdavi Kani
Mohammad Reza Mahdavi Kani (Teerã, 25 de agosto de 1931 –Teerã, 21 de outubro de 2014) foi um clérico, escritor e político iraniano e primeiro-ministro interino do país de 2 de Setembro até 29 de Outubro de 1981. 
Em 4 de Junho de 2014, Mahdavi Kani foi hospitalizado no Bahman Hospital, em Teerã e entrou em coma depois de sofrer um ataque cardíaco.

## Inicio da vida
Mahdavi Kani nasceu em 25 de agosto de 1931 no vilarejo de Kan, perto de Teerã. Seu pai era um Aiatolá e ensinou no Colégio Mofid. Depois de terminar o ensino fundamental em Kan, ele estudou no Colégio Borhan em Teerã. Ele se mudou para Qom em 1947 para estudar em um seminário religioso. Seus professores incluíram Ruhollah Khomeini, Seyyed Mohammad Reza Golpayegani, Ayatollah Seyyed Hossein Boroujerdi e Allameh Sayyed Muhammad Husayn Tabatabaei.

## Carreira
Depois do falecimento de Boroujerdi, Mahdavi Kani voltou para Teerã e continuou sua luta contra a Dinastia Pahlavi, algo que ele começou a fazer aos 18 anos, durante o período do Aiatolá Boroujerdi. Ele era notavelmente ativo e efetivo em sua participação no movimento islâmico liderado por Khomeini. Antes da Revolução Islâmica, ele foi nomeado por Khomeini para o conselho revolucionário e mais tarde ele teve varias posições políticas e religiosas. Ele era líder da Associação do Clero Combatente, a qual ele foi co-fundador em 1977.
Ele foi nomeado chefe do Comitê Central Provisório pela Revolução Islâmica que era encarregada das execuções dos oficiais civis e militares da Dinastia Pahlavi.
Ele serviu como Ministro do Interior no gabinete de Mohammad-Ali Rajai para suceder Akbar Hashemi Rafsanjani. Ele foi renomeado Ministro do Interior no gabinete de Mohammad-Javad Bahonar. Ele se tornou primeiro-ministro interino em 2 Setembro de 1981 e ficou no cargo até 29 de Outubro de 1981. Ele também foi presidente do conselho presidencial provisório, depois do assassinato do presidente Mohammad Ali Rajai e do primeiro ministro Mohammad Javad Bahonar. Ele também foi membro do conselho constitucional do Irão, nomeado pelo Aiatolá Khomeini, o Líder Supremo do Irão, para rever e emendar a Constituição do Irão de 1989. Ele também foi eleito membro da assembleia em 2008 pelas eleições de Teerã.
Mahdavi Kani foi fundador e ex-presidente da Universidade Imã Sadiq, uma universidade especializada em ciências humanas.
Ele foi eleito presidente da Assembleia dos Peritos em o de março de 2011 depois de Ali Akbar Hashemi Rafsanjani se afastou do cargo. Em março de 2013, ele foi reeleito no cargo para um mandato de mais dois anos.

## Doença e Morte
Ele foi hospitalizado devido a um ataque no aniversário da morte de Ruhollah Khomeini, que fez ele ficar em coma em 4 de Junho de 2014. Ele ficou em coma por mais de cinco meses e morreu em 21 de outubro de 2014 com 83 anos. O legado de Mahdavi Kani sobreviveu através de seus três filhos, oito netos e dois bisnetos. Horas depois da morte de Mahdavi Kani, seu escritório anunciou que seu funeral iria ser realizado em 23 de outubro e seu corpo seria cremado no santuário de Shah-Abdol-Azim. O Presidente iraniano, Hassan Rouhani também decretou dois dias de luto nacional em seu memorial.